# Amable Ricard

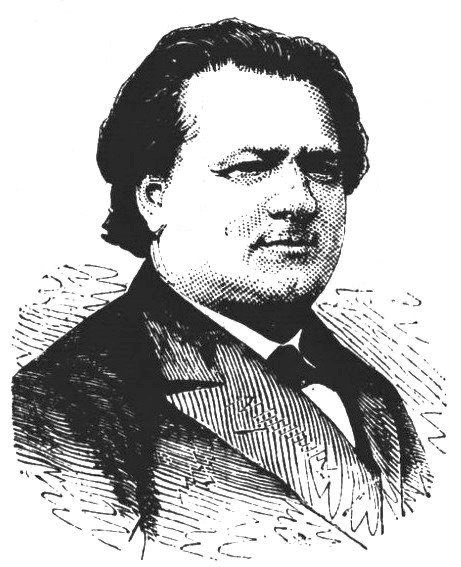
Amable Ricard

Pierre Henri Amable Ricard (Charenton-du-Cher, 12 juni 1828 - Parijs, 11 mei 1876) was een Frans politicus.

## Biografie
Amable Ricard studeerde rechten en werd in 1851 toegelaten tot de balie van Niort. Hij was een fel tegenstander van de staatsgreep van president Lodewijk Napoleon Bonaparte op 2 december 1851 en was vervolgens leider van de republikeinse oppositie in het departement Deux-Sèvres. 
Amable Ricard werd op 4 september 1870 prefect van het departement Deux-Sèvres, maar trad reeds vier dagen later af om buitengewoon commissaris van de Regering van Nationale Verdediging te worden in het Westen van Frankrijk. Bij de parlementsverkiezingen van 1871 werd hij voor het departement Deux-Sèvres in de Kamer van Afgevaardigden (Chambre des Députés) gekozen. Van 1874 tot 1875 was hij vervolgens vicevoorzitter van de Kamer van Afgevaardigden.
Amable Ricard was van 9 maart tot 11 mei 1876 (†) enkele weken minister van Binnenlandse Zaken in het kabinet-Dufaure IV. Hij werd als minister van Binnenlandse Zaken opgevolgd door Émile de Marcère.